# .gd
A .gd Grenada internetes legfelső szintű tartomány kódja, melyet 1992-ben hoztak létre.